# La Naya (poblado)
La Naya fue un poblado de carácter minero perteneciente al municipio español de Minas de Riotinto, en la provincia de Huelva, constituyendo de hecho el núcleo de población más meridional del término municipal. La existencia del poblado de La Naya transcurrió entre finales de la década de 1870 y comienzos de la década de 1970, cuando fue derruido. Actualmente solo se conserva la trama urbana y el alineamiento de las calles, así como la fuente, el lavadero y parte de la ermita. Desde 2005 la zona de La Naya está inscrita como bien inmueble en el Catálogo General del Patrimonio Histórico Andaluz.

## Historia
En 1873 la Rio Tinto Company Limited (RTC) adquirió las minas de Riotinto, iniciándose una espectacular expansión de las actividades mineras y metalúrgicas en la zona. Esto conllevó un aumento considerable de la mano de obra necesitada para desarrollar las labores y, en consecuencia, un aumento de la población en la cuenca. Entre 1883 y 1888 fueron articulándose una serie de poblados obreros de nueva creación: Alto de la Mesa, El Valle, La Atalaya, La Naya, Río Tinto-Estación o La Dehesa. Entre 1874 y 1875 la zona de «La Naya» este terreno sirvió como punto de aprovisionamiento y logística para los operarios que construían la ferrocarril minero. Para 1876 en La Naya ya había varias viviendas y una cantina, la cual estaba destinada al despacho de víveres y abasto para los empleados residentes en la zona. El 27 de abril de 1883 se aprobó la construcción de 100 casas en Naya con un coste de 40 libras.
Durante los siguientes años el poblado fue creciendo, algo en lo que influyeron tanto el ferrocarril como la instalación en sus cercanías de la zona de procesado de mineral y fundición (Trituradora, Lavadoras, Fundición de Piritas...), por lo que a muchos de los trabajadores adscritos a estos departamentos se les concedió casa en Naya. En 1922 se construyeron seis viviendas para jefes británicos en la zona de la Aldea; a diferencia de las casas de obreros, estas si contaban con baño incorporado.
La Naya llegó a contar con una ermita, construida en 1889, que constaba de una sola planta de sección rectangula y una pequeña espadaña. Tras esta se ubicaba el pequeño matadero. También había una escuela para los infantes, mantenida por la RTC, situada en un edificio dividido en dos estancias —una para niños y otra para niñas— y un patio trasero que hacía las veces de zona de recreo. Los alimentos y productos de primera necesidad se adquirían en el Almacén de la compañía situado en la calle Ancha. Dado que las casas no disponían de agua corriente se levantó un lavadero público, situado a cincuenta metros del poblado —en las cercanías del apeadero ferroviario—. Entre 1969 y 1970 gran parte de los habitantes de La Naya, empleados en la fundición y en la fábrica de ácido, fueron trasladados junto con las instalaciones hacia Huelva y realojados en la barriada «Patiño», de nueva construcción. En 1972-1973 la entonces propietaria del terreno, el grupo Unión Explosivos Río Tinto (ERT), realojaría al resto de habitantes en nuevas viviendas levantadas en Minas de Riotinto. Todo ello marcó el declive del poblado, que terminaría siendo derruido en 1973.

## Arquitectura

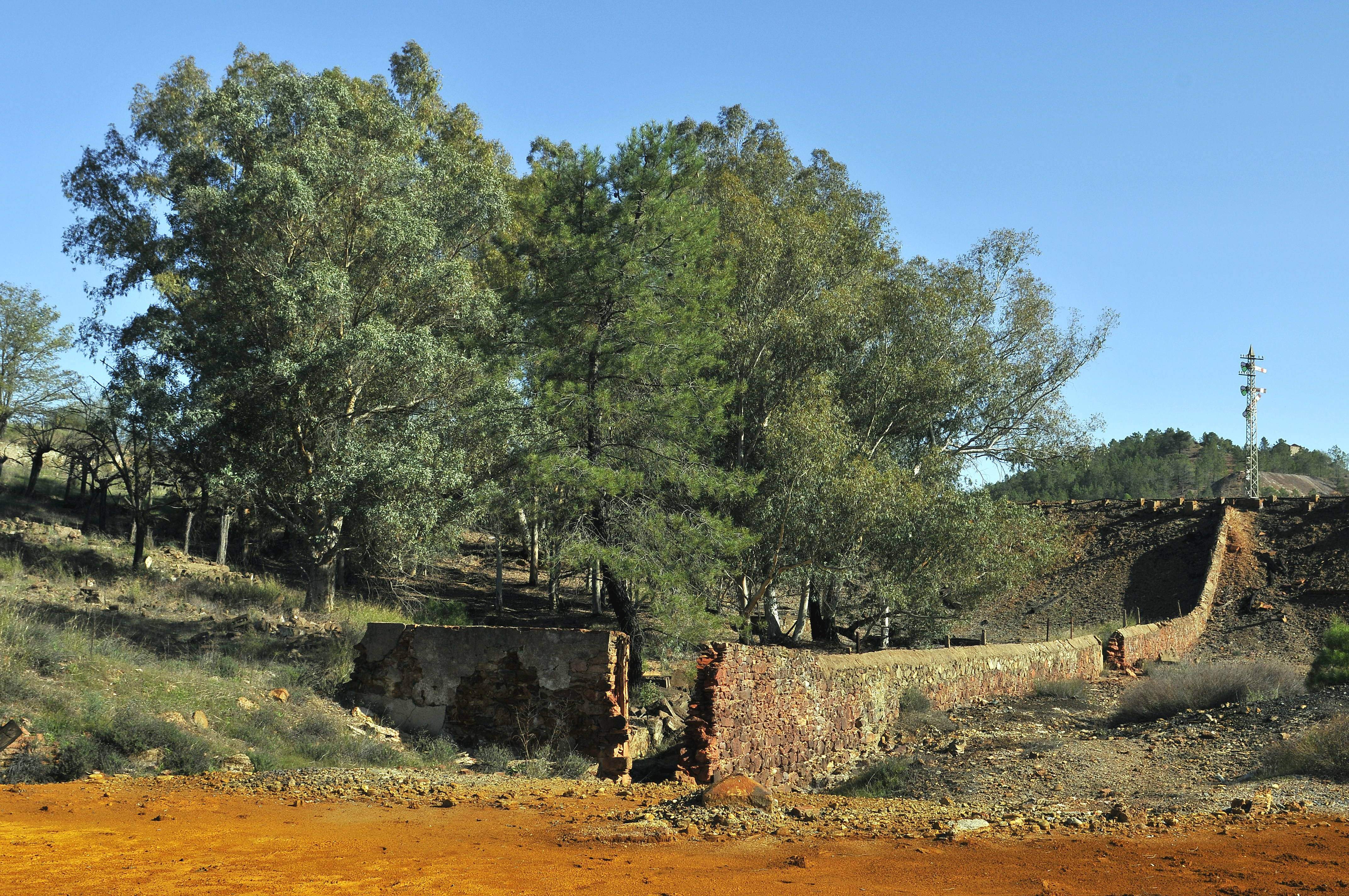
Restos del poblado, 2014.

Las viviendas obreras de Naya solían ser casas de una sola planta con tres o cuatro habitaciones (cocina, salón y dos habitaciones). Tenían entre cinco y ocho metros de fachada, con la puerta y una o dos ventanas. Estaban construidas en mampuestos con esquinales de ladrillos con acabado exterior e interior de cal, a tres manos cruzadas, la solería era de tipo hidráulico prensado y cubierta a dos aguas solucionada con teja curva sobre pares de madera. La carpintería de puertas y ventanas era de madera. 
El saneamiento de la aldea se solventó mediante la instalación de depósitos de higiene, que eran un edificio hermético construido en ladrillo mortero hidráulico. Tenía un tamaño de cinco metros de largo, tres de ancho y dos de altura. En la parte superior había dos tolvas con compuertas automáticas donde se vertían los cubos con las deposiciones. Cuando el depósito estaba lleno la RTC enviaba personal que rompía la puerta de un tabique de ladrillos y vaciaba el contenido en un carro, a través del cual los deshechos eran transportados a la huerta de la compañía en el Zumajo, donde eran empleados como abono. Una vez el depósito quedaba limpio se volvía a sellar la puerta con otro tabique de ladrillos, estando de nuevo listo para su uso. También se construyeron dos retretes públicos para uso de los vecinos que no disponían de aseos en sus viviendas.

## Instalaciones ferroviarias

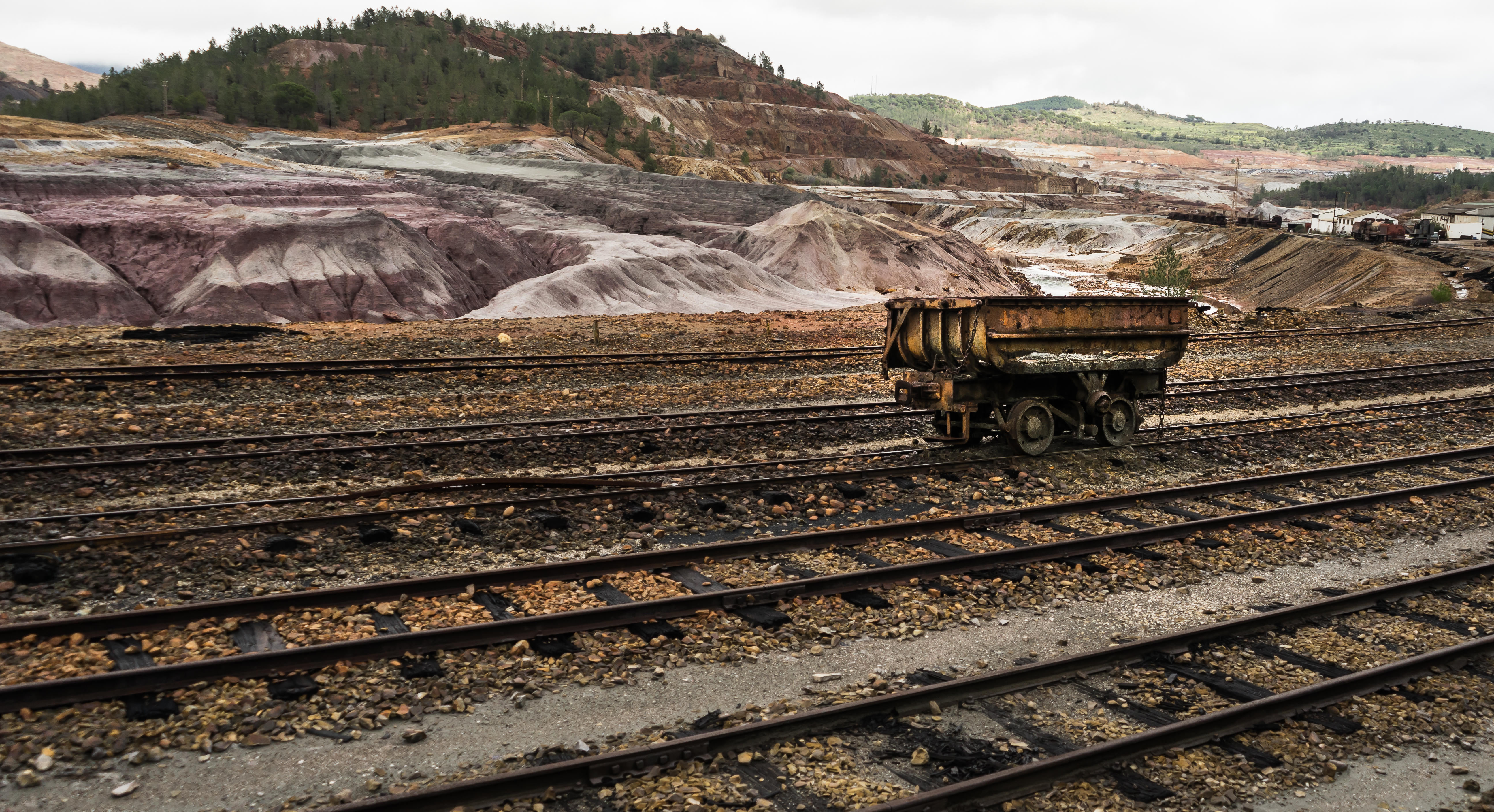
Paisaje minero y playa de vías de la estación de Zarandas-Naya, 2016.

En torno al poblado de La Naya transitaba la vía general del ferrocarril de Riotinto, que en las cercanías llegó a contar con una estación de clasificación para gestionar los trenes mineros. También se levantaría un apeadero que daba servicio a los llamados «trenes obreros», dado que muchos de los habitantes de La Naya trabajaban en otros puntos de la cuenca minera. Cerca del poblado tenía su boca de entrada el túnel n.º 16 o «Naya», inaugurado a comienzos del siglo XX, que enlazaba las explotaciones de Corta Atalaya con la vía general del ferrocarril. Debido a ello, se levantó otra estación ferroviaria cerca de la boca del túnel.